# Pichet Suphomuang
Pichet Suphomuang (thailändisch พิเชษฐ์ สุโพธิ์เมือง, * 12. April 1988 in Khon Kaen) ist ein thailändischer Fußballtrainer.

## Karriere
Pichet Suphomuang stand von Ende November 2020 bis Mitte Februar 2021 siebenmal als Cheftrainer an der Seitenlinie des Zweitligisten Khon Kaen FC. Im März 2022 übernahm er Khon Kaen zum zweiten Mal für sieben Zweitligaspiele. Am Ende der Saison musste er mit dem Verein aus Khon Kaen den Weg in die dritte Liga antreten. Nach dem Abstieg wurde er von dem Japaner Hiroki Ono abgelöst.